# Paeromopus eldoradus
Paeromopus eldoradus är en mångfotingart som beskrevs av Chamberlin 1941. Paeromopus eldoradus ingår i släktet Paeromopus och familjen Paeromopodidae. Inga underarter finns listade i Catalogue of Life.